# Mohammad Nasser Taghavi

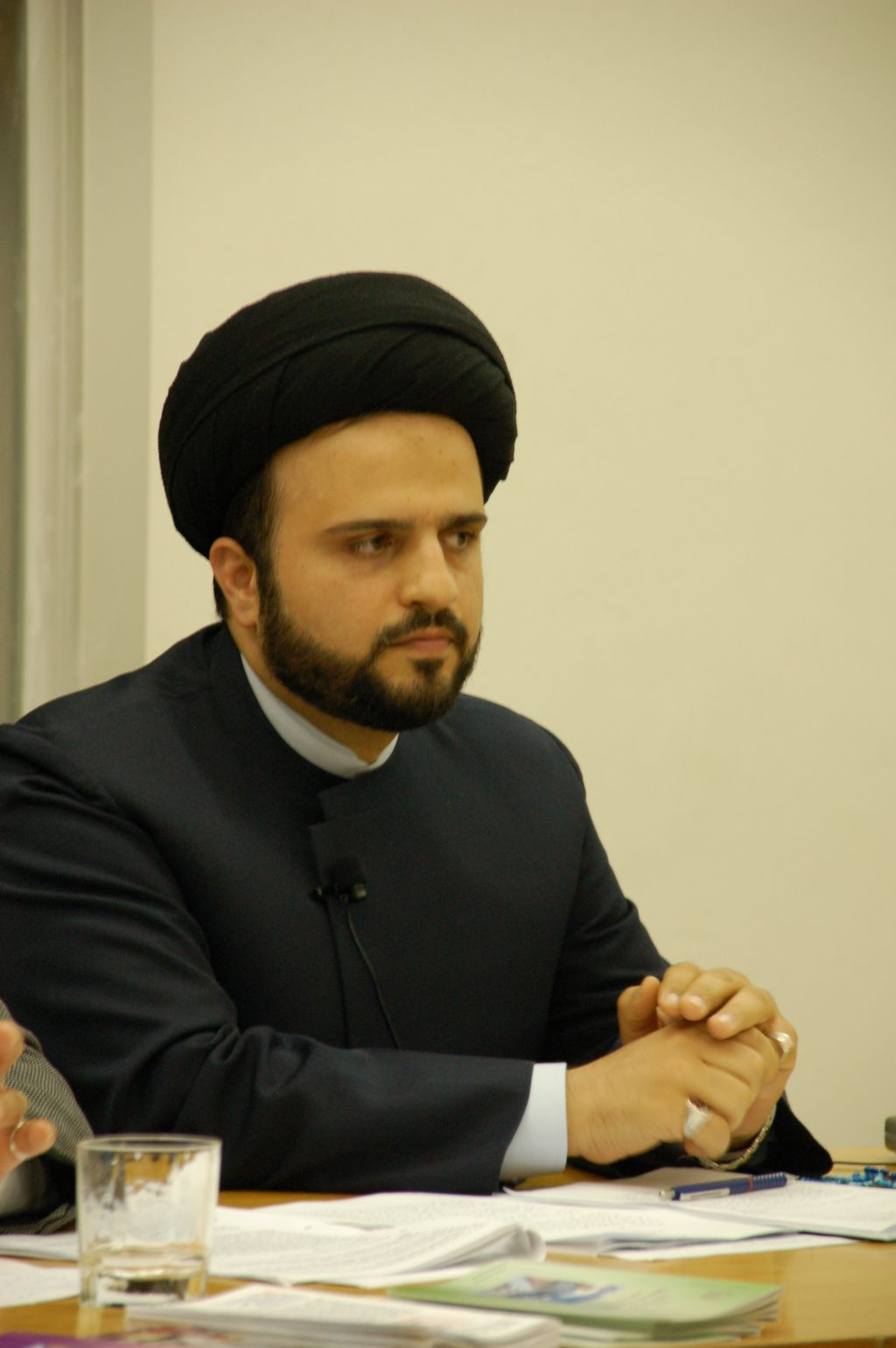
Seyed Mahammad Nasser Taghavi

Mohammad Nasser Taghavi (* 1970) ist ein iranischer schiitisch-islamischer Theologe und Philosoph.

## Leben
Nach dem Erwerb des Abiturs studierte Mohammad Nasser Taghavi an der Universität Teheran und der Theologischen Hochschule in Qom Theologie. Im Fachbereich Politikwissenschaft erwarb er zunächst sein Diplom mit einer Arbeit über die Zweckmäßigkeit im politisch-islamischen Denken und promovierte danach zum Thema „Demokratischer Liberalismus und religiöse Volkssouveränität“. Während seines Studiums der Theologie in Qom erwarb er in den Bereichen Recht (fiqh) und Grundlagen (usul) einen höheren Grad, zudem studierte er mehr als zehn Jahre lang Philosophie und islamische Mystik.
Zu seinen Veröffentlichungen zählen Herrschaft und Zweckmäßigkeit, Politik in Anführungszeichen: Essays zu Philosophie und politischem Denken, Besorgnisse im Hinblick auf das „globale Dorf“, eine Sammlung von Gedichten mit dem Titel Badeye Asrar sowie die als beste Forschungsarbeiten ausgezeichneten Werke Religion und demokratische Grundlagen und Dauerhaftigkeit des politischen Denkens im Iran.
Nach Abschluss seiner Studien war er Mitglied wissenschaftlicher Kommissionen. 
Seit Anfang 2004 lebt er in Deutschland und wirkte bis 2009 als stellvertretender Leiter des Islamischen Zentrums Hamburg, bis er jedoch zu der Überzeugung gelangte, dass eine Fortführung seiner Tätigkeit nicht mehr mit dem Grundsatz der Trennung von religiösen und politischen Sphären vereinbar sei, weshalb er sich entschloss, von seinem Amt zurückzutreten.
Er ist seit 2011 als zweiter Vorsitzender des Instituts für Rational-Islamische Rechtsfindung und Friedenstheologie (IFRIR) tätig und gilt als Mitbegründer dieses Instituts.

## Schriften
- Tierrechte im Islam. Islamisches Zentrum Hamburg, Hamburg 2007, ISBN 978-3-925165-21-4 (Gesammelte Werke des Islam. Religiöse Vorschriften und Gebete 8, 3).
- Die Vortrefflichkeiten des Freitags. Islamisches Zentrum Hamburg, Hamburg 2008 (deutsch, arabisch, persisch, türkisch).
- Ethik im täglichen Leben. Islamisches Zentrum Hamburg, Hamburg 2008, ISBN 978-3-925165-20-7.